# Editorial Magisterio Español
La Editorial Magisterio Español fue una editorial española dedicada a los libros de texto educativos, ubicada en la C/ Diego de León n.º 24 de la localidad de Madrid, provincia de Madrid.
Esta editorial fue constituida el 23 de abril de 1936 con el objetivo "Editar, comprar, Y vender obras de autores españoles y extranjeros." y se dedica a la actividad CNAE de "Comercio al por menor de libros, periódicos, artículos de papelería y escritorio y artículos de dibujo y bellas artes". Se trataba de una sociedad anónima.
Con setenta y nueve años de actividad el 31 de marzo de 2011 se produjo su extinción-fusión por absorción en el Grupo Siena. 